# Beckenried
Beckenried är en ort och kommun i kantonen Nidwalden, Schweiz. Orten ligger vid sjön Vierwaldstättersee. Kommunen har 3 736 invånare (2023).